# Тралево (Мальборський повіт)
Тралево (пол. Tralewo, нім. Tralau) — село в Польщі, у гміні Новий Став Мальборського повіту Поморського воєводства.
Населення — 271 особа (2011).
У 1975-1998 роках село належало до Ельблонзького воєводства.

## Демографія
Демографічна структура станом на 31 березня 2011 року:
|          | Загалом | Допрацездатний вік | Працездатний вік | Постпрацездатний вік |
| -------- | ------- | ------------------ | ---------------- | -------------------- |
| Чоловіки | 134     | 39                 | 85               | 10                   |
| Жінки    | 137     | 31                 | 91               | 15                   |
| Разом    | 271     | 70                 | 176              | 25                   |